# Conoderus
Conoderus là một chi bọ cánh cứng trong họ 
Elateridae.
Chi này được miêu tả khoa học năm 1829 bởi Eschscholtz.

## Các loài
Các loài trong chi này gồm:
- Conoderus abbreviatus Germar, 1839
- Conoderus abdominalis (Candèze, 1859)
- Conoderus acuminatus (W.J. Macleay, 1872)
- Conoderus adumbratus Fleutiaux, 1928
- Conoderus advena Gerstaecker
- Conoderus aeoloides Steinheil, 1875
- Conoderus alacer (Candèze, 1881)
- Conoderus albinus (Candèze, 1859)
- Conoderus alfredoi Guzman de Tome, 1995
- Conoderus alternans (Eschscholtz, 1822)
- Conoderus alternatus (Schwarz, 1903)
- Conoderus amazonicus (Candèze, 1881)
- Conoderus amplicollis (Gyllenhal, 1833)
- Conoderus andicola (Candèze, 1897)
- Conoderus angustatus Schwarz, 1906
- Conoderus angusticollis (Champion, 1895)
- Conoderus angustipes (Blackburn, 1890)
- Conoderus angustus (Candèze, 1859)
- Conoderus annulicornis (Champion, 1895)
- Conoderus antennarius (Schwarz, 1906)
- Conoderus antennatus (Schwarz, 1906)
- Conoderus aphiloides (Candèze, 1859)
- Conoderus apiatus (Erichson, 1847)
- Conoderus arbitrarius Elston, 1929
- Conoderus argentinus Golbach, 1988
- Conoderus arouensis Candèze
- Conoderus ater (Schwarz, 1906)
- Conoderus athoides (LeConte, 1863)
- Conoderus auritus (Herbst, 1806)
- Conoderus aurulentus (Candèze, 1878)
- Conoderus aversus (LeConte, 1853)
- Conoderus azarae (Candèze, 1889)
- Conoderus bakeri Hyslop, 1916
- Conoderus baldiensis (Blackburn, 1892)
- Conoderus basalis (Gyllenhal, 1817)
- Conoderus basilaris (Candèze, 1878)
- Conoderus bellus (Say, 1823)
- Conoderus belti (Champion, 1895)
- Conoderus bicarinatus Vats & Chauhan, 1992
- Conoderus bicolor (Schwarz, 1902)
- Conoderus bifoveatus (Palisot de Beauvois, 1807)
- Conoderus bifoveatus Palisot de Beauvois, 1805
- Conoderus bigatus Germar, 1839
- Conoderus bipartitus (Schwarz, 1900)
- Conoderus bipustulatus (Champion, 1895)
- Conoderus biroi Szombathy, 1909
- Conoderus blandulus (LeConte, 1853)
- Conoderus brachypterus (Fauvel, 1904)
- Conoderus brevipennis (Candèze, 1859)
- Conoderus browni Knull, 1938
- Conoderus bruckii (Candèze, 1859)
- Conoderus brunnipennis (Candèze, 1859)
- Conoderus brunnipes (Schwarz, 1902)
- Conoderus calcaratus (Candèze, 1881)
- Conoderus candezei (W.J. Macleay, 1872)
- Conoderus capistratus Germar, 1839
- Conoderus capucinus (Candèze, 1882)
- Conoderus caracasanus Fleutiaux, 1891
- Conoderus carinatus (Candèze, 1859)
- Conoderus castaneipennis (W.J. Macleay, 1872)
- Conoderus castelnaui (Candèze, 1878)
- Conoderus cerdo (Erichson, 1842)
- Conoderus chaupi Guzman de Tome, 1996
- Conoderus chilensis (Schwarz, 1904)
- Conoderus chitrakutensis Vats & Chauhan, 1992
- Conoderus cincticollis Schwarz, 1906
- Conoderus cinnamomeus (W.J. Macleay, 1888)
- Conoderus coangustatus (Candèze, 1889)
- Conoderus collaris (Schwarz, 1906)
- Conoderus colombinus (Candèze, 1859)
- Conoderus commodus (Blackburn, 1895)
- Conoderus compactus (Candèze, 1878)
- Conoderus concretus (Candèze, 1881)
- Conoderus condensus (Schwarz, 1906)
- Conoderus confusibilis Calder, 1996
- Conoderus confusus Blanchard, 1843
- Conoderus conspersus (Schwarz, 1903)
- Conoderus contiguus Candèze, 1878
- Conoderus cordieri (LeGuillou, 1844)
- Conoderus corniculatus Candèze, 1878
- Conoderus corymbitoides (Schwarz, 1902)
- Conoderus costai Guzman de Tome, 1998
- Conoderus coxalis (Candèze, 1859)
- Conoderus crassus (Schwarz, 1907)
- Conoderus cristatus Candèze, 1880
- Conoderus crocopus (Hope, 1843)
- Conoderus cuniculus (Candèze, 1859)
- Conoderus curvifrons (Candèze, 1859)
- Conoderus debilitatus (Candèze, 1891)
- Conoderus decimus (Candèze, 1859)
- Conoderus decorus Burmeister, 1875
- Conoderus delauneyi Fleutiaux, 1911
- Conoderus delicatus (Fall, 1929)
- Conoderus depressipennis (Candèze, 1859)
- Conoderus depressus Solier, 1851
- Conoderus differens (Fleutiaux, 1895)
- Conoderus difformis Fleutiaux, 1920
- Conoderus dimidiaticollis Fleutiaux, 1922
- Conoderus dimidiatus Germar, 1839
- Conoderus discicollis (Schwarz, 1902)
- Conoderus discoidalis (Schwarz, 1903)
- Conoderus discoidalis Schwarz, 1906
- Conoderus discoideus Schwarz, 1906
- Conoderus disjunctus Candèze, 1892
- Conoderus dohrni Candèze, 1878
- Conoderus drakei Schwarz, 1896
- Conoderus dubius (Candèze, 1859)
- Conoderus elegans Candèze, 1878
- Conoderus elongatulus (W.J. Macleay, 1872)
- Conoderus emarginatus Schwarz, 1902
- Conoderus erubescens (Candèze, 1859)
- Conoderus evanescens (Candèze, 1897)
- Conoderus eveillardi (LeGuillou, 1844)
- Conoderus exclamationis (Candèze, 1859)
- Conoderus exsul (Sharp, 1887)
- Conoderus fabrilis (Erichson, 1842)
- Conoderus falli (Lane, 1956)
- Conoderus fasciatus (Candèze, 1865)
- Conoderus ferrugineomarginatus Brethes, 1920
- Conoderus ferruginosus (Fall, 1929)
- Conoderus ferrugosus (Candèze, 1878)
- Conoderus fictus (Candèze, 1859)
- Conoderus figularis (Candèze, 1881)
- Conoderus figuratus Schwarz, 1896
- Conoderus filicornis (Schwarz, 1902)
- Conoderus fimbriatus Schwarz, 1906
- Conoderus flavangulus (Candèze, 1859)
- Conoderus flaveolus (Schwarz, 1907)
- Conoderus flavidus (Candèze, 1878)
- Conoderus flavobasalis (Schwarz, 1907)
- Conoderus fortis (Blackburn, 1889)
- Conoderus fossulatus (Candèze, 1881)
- Conoderus froggatii Van Zwaluwenburg, 1940
- Conoderus frontalis (Blackburn, 1892)
- Conoderus fulvipennis (W.J. Macleay, 1872)
- Conoderus fulvus (Candèze, 1878)
- Conoderus fuscicornis (Erichson, 1842)
- Conoderus fuscipennis (Schwarz, 1906)
- Conoderus fuscofasciatus Eschscholtz, 1829
- Conoderus galapagoensis Van Dyke, 1953
- Conoderus garhwalensis Vats & Chauhan, 1992
- Conoderus geminatus Germar, 1824
- Conoderus germari (Boheman, 1859)
- Conoderus golbachi Guzman de Tome, 1992
- Conoderus goyaziensis Schwarz, 1906
- Conoderus gracilipes Fleutiaux, 1922
- Conoderus grandicollis (Horn, 1871)
- Conoderus haddeni Fleutiaux, 1932
- Conoderus heteroderoides (Steinheil, 1874)
- Conoderus horistonotus Candèze, 1878
- Conoderus hypolithus (Candèze, 1859)
- Conoderus ignobilis Neboiss, 1956
- Conoderus impluviatus Germar, 1839
- Conoderus inamoenus (Blackburn, 1895)
- Conoderus inconspicuus (W.J. Macleay, 1888)
- Conoderus inconstans (Champion, 1895)
- Conoderus incultus (Candèze, 1859)
- Conoderus ingens (Blackburn, 1892)
- Conoderus ingenuus (Candèze, 1889)
- Conoderus inquinatus (Candèze, 1859)
- Conoderus insularis Candèze
- Conoderus insularis (Candèze, 1875)
- Conoderus insulsus (Candèze, 1893)
- Conoderus intermissus Kirsch, 1873
- Conoderus jamaicensis Johnson, 1995
- Conoderus jekelii (Candèze, 1859)
- Conoderus juvenis (Blackburn, 1889)
- Conoderus laceratus (Candèze, 1900)
- Conoderus lacerosus Schwarz, 1906
- Conoderus lacertosus (Candèze, 1859)
- Conoderus laoticus Fleutiaux, 1928
- Conoderus laterarius (Schwarz, 1902)
- Conoderus latus (Schwarz, 1906)
- Conoderus leluti (LeGuillou, 1844)
- Conoderus lenis (Candèze, 1881)
- Conoderus lenticulatus (Schwarz, 1906)
- Conoderus lepidus (LeConte, 1853)
- Conoderus leucophaeatus (Candèze, 1859)
- Conoderus limbithorax (Fleutiaux, 1891)
- Conoderus lituratus (Schwarz, 1900)
- Conoderus liturus Schenkling, 1925
- Conoderus lividus (DeGeer, 1774)
- Conoderus longicornis (Candèze, 1859)
- Conoderus longipenis Vats & Chauhan, 1992
- Conoderus longiusculus (W.J. Macleay, 1888)
- Conoderus macer (Candèze, 1878)
- Conoderus macleayanus Schenkling, 1925
- Conoderus macleayi (Blackburn, 1892)
- Conoderus maculicollis Schwarz, 1906
- Conoderus madagascariensis Fleutiaux, 1932
- Conoderus madeirensis Hyslop, 1916
- Conoderus malleatus Germar, 1824
- Conoderus marginipennis Schwarz
- Conoderus maritimus (Broun, 1893)
- Conoderus melanocephalus Fleutiaux, 1918
- Conoderus melanophthalmus (Candèze, 1859)
- Conoderus melanurus (Candèze, 1859)
- Conoderus memorabilis (Candèze, 1859)
- Conoderus menevillii (Candèze, 1859)
- Conoderus mentitor (Blackburn, 1892)
- Conoderus mentitus Elston, 1930
- Conoderus mexicanus (Champion, 1895)
- Conoderus minor (W.J. Macleay, 1872)
- Conoderus minusculus (Schwarz, 1900)
- Conoderus minutus (Schwarz, 1903)
- Conoderus miser (Candèze, 1859)
- Conoderus mitigatus Candèze, 1892
- Conoderus mjobergi Elston, 1930
- Conoderus modestissimus (Candèze, 1893)
- Conoderus molitor (Candèze, 1859)
- Conoderus monachus (Candèze, 1882)
- Conoderus mucronatus Candèze, 1878
- Conoderus murinus (Candèze, 1889)
- Conoderus narrabrensis (Blackburn, 1892)
- Conoderus natunensis Candèze
- Conoderus nebulosus (W.J. Macleay, 1872)
- Conoderus nigriceps Schwarz, 1902
- Conoderus nigricornis (Schwarz, 1903)
- Conoderus nigrifrons (Schwarz, 1907)
- Conoderus nigripennis (Candèze, 1878)
- Conoderus nigripes Vats & Chauhan, 1992
- Conoderus nigrolaterus (Schwarz, 1903)
- Conoderus nigrolineatus Vats & Chauhan, 1992
- Conoderus nigromaculosus Vats & Chauhan, 1992
- Conoderus nigrosuturalis Schwarz, 1906
- Conoderus nitidicollis (Schwarz, 1903)
- Conoderus nitidulus (Candèze, 1878)
- Conoderus nocturnus (Candèze, 1859)
- Conoderus nonus (W.J. Macleay, 1888)
- Conoderus notatus (Champion, 1895)
- Conoderus nubeculosus (Candèze, 1889)
- Conoderus numerosus Fleutiaux, 1891
- Conoderus obscurus (Schwarz, 1903)
- Conoderus ocanianus Steinheil, 1877
- Conoderus octavus (W.J. Macleay, 1888)
- Conoderus olliffi (Blackburn, 1892)
- Conoderus opacus (Candèze, 1900)
- Conoderus opacus (Schwarz, 1902)
- Conoderus orcko Guzman de Tome, 1998
- Conoderus ovensensis (Blackburn, 1892)
- Conoderus pallipes (Eschscholtz, 1829)
- Conoderus palmerstoni (Blackburn, 1889)
- Conoderus parallelus (Candèze, 1859)
- Conoderus partitus (Candèze, 1859)
- Conoderus parvulus (Champion, 1895)
- Conoderus parvus (Schwarz, 1903)
- Conoderus paryphus (Candèze, 1859)
- Conoderus paulista Reise, 1992
- Conoderus pauper (Schwarz, 1907)
- Conoderus pauperatus (Candèze, 1878)
- Conoderus pellitus (Schwarz, 1903)
- Conoderus pertusus (Candèze, 1878)
- Conoderus peruanus (Schwarz, 1900)
- Conoderus philippinensis Fleutiaux, 1916
- Conoderus picescens (Schwarz, 1907)
- Conoderus picticollis (Blackburn, 1892)
- Conoderus pictus (Candèze, 1859)
- Conoderus pilatei (Champion, 1895)
- Conoderus pilati (Candèze, 1859)
- Conoderus pinguis (Candèze, 1859)
- Conoderus plagiatus (Candèze, 1882)
- Conoderus planatus Schwarz, 1906
- Conoderus planiusculus (Candèze, 1878)
- Conoderus planus (Candèze, 1878)
- Conoderus plasoni (Schwarz, 1906)
- Conoderus posticus (Eschscholtz, 1822)
- Conoderus primus (W.J. Macleay, 1888)
- Conoderus probus (Candèze, 1881)
- Conoderus productus Peyerimhoff, 1931
- Conoderus propinquans Schenkling, 1925
- Conoderus propinquus (Candèze, 1893)
- Conoderus proximus Fleutiaux, 1891
- Conoderus pruinosus (Champion, 1895)
- Conoderus pseudoscalaris Schwarz, 1896
- Conoderus pubescens Laporte, 1840
- Conoderus punctatostriatus (Candèze, 1859)
- Conoderus quadriplagiatus (Candèze, 1889)
- Conoderus quartus (W.J. Macleay, 1888)
- Conoderus quintus (W.J. Macleay, 1888)
- Conoderus rectangulus (Candèze, 1859)
- Conoderus reductus (Candèze, 1878)
- Conoderus regularis (Candèze, 1878)
- Conoderus repandus Erichson, 1847
- Conoderus restinctus (Schwarz, 1902)
- Conoderus robustus (Horn, 1871)
- Conoderus robustus (Horn, 1871)
- Conoderus rodriguezi (Candèze, 1881)
- Conoderus rubescens (Blanchard)
- Conoderus rubidus (Champion, 1895)
- Conoderus rudis Brown, 1933
- Conoderus rufescens (Candèze, 1859)
- Conoderus ruficollis (Blackburn, 1892)
- Conoderus ruficornis Schwarz, 1906
- Conoderus rufidens (Fabricius, 1801)
- Conoderus rufifrons (Candèze, 1878)
- Conoderus rufipennis (Schwarz, 1902)
- Conoderus rufipes (Candèze, 1859)
- Conoderus rufopilosus (Schwarz, 1902)
- Conoderus rugicollis (Champion, 1895)
- Conoderus rugulipennis (Schwarz, 1907)
- Conoderus rutilicornis (Erichson, 1842)
- Conoderus scalaris (Germar, 1824)
- Conoderus scapularis (Guérin-Méneville, 1838)
- Conoderus schwarzi Guzman de Tome, 1998
- Conoderus scissus (Schaeffer, 1909)
- Conoderus scutellatus (Candèze, 1859)
- Conoderus secundus (W.J. Macleay, 1888)
- Conoderus semimarginatus Latreille, 1833
- Conoderus seniculus (Candèze, 1878)
- Conoderus septimus (W.J. Macleay, 1888)
- Conoderus sericans (Candèze, 1891)
- Conoderus sericeus (Candèze, 1865)
- Conoderus sexpustulatus (Champion, 1895)
- Conoderus sextus (W.J. Macleay, 1888)
- Conoderus sexvittatus (Schwarz, 1900)
- Conoderus similis (Schaeffer, 1909)
- Conoderus simulans (Candèze, 1878)
- Conoderus sinaloae (Candèze, 1889)
- Conoderus socius (Candèze, 1878)
- Conoderus sordidulus (Schwarz, 1907)
- Conoderus sordidus LeConte, 1853
- Conoderus sordidus (LeConte, 1853)
- Conoderus spatulatus (Candèze, 1882)
- Conoderus spinosus (Eschscholtz, 1822)
- Conoderus spissus (Candèze, 1900)
- Conoderus spurcus (Candèze, 1859)
- Conoderus squalescens (Candèze, 1887)
- Conoderus squalidus (Candèze, 1878)
- Conoderus sticticus Erichson, 1847
- Conoderus stigmosus Germar, 1839
- Conoderus striatus (W.J. Macleay, 1872)
- Conoderus strigatus (Candèze, 1891)
- Conoderus subfasciatus Fleutiaux, 1918
- Conoderus subflavus (W.J. Macleay, 1872)
- Conoderus subgeminatus (W.J. Macleay, 1872)
- Conoderus submaculatus (W.J. Macleay, 1872)
- Conoderus submaculatus (Schwarz, 1902)
- Conoderus submarmoratus (W.J. Macleay, 1872)
- Conoderus subrufus (Broun, 1880)
- Conoderus substitutus (Fleutiaux, 1918)
- Conoderus substriatus (Candèze, 1859)
- Conoderus sulcatus (Candèze, 1878)
- Conoderus sulcicollis (Eschscholtz, 1829)
- Conoderus sumac Guzman de Tome, 1998
- Conoderus suturalis (LeConte, 1853)
- Conoderus tabidus (Erichson, 1842)
- Conoderus tactus Germar, 1839
- Conoderus tapovanensis Vats & Chauhan, 1992
- Conoderus tarsalis (Candèze, 1859)
- Conoderus tenuicornis (Schwarz, 1907)
- Conoderus tepperi (Blackburn, 1889)
- Conoderus ternarius Germar, 1839
- Conoderus terraereginae (Blackburn, 1892)
- Conoderus tertius (W.J. Macleay, 1888)
- Conoderus tirunculus (Candèze, 1897)
- Conoderus tonkinensis (Fleutiaux, 1895)
- Conoderus torresi (Candèze, 1880)
- Conoderus truncatus (Candèze, 1878)
- Conoderus tumidicollis (Candèze, 1859)
- Conoderus tumidus (Candèze, 1887)
- Conoderus umbraculatus (Candèze, 1865)
- Conoderus undatus (Candèze, 1859)
- Conoderus vagemaculatus Schwarz, 1907
- Conoderus vagus (Candèze, 1889)
- Conoderus variabilis (Montrouzier, 1855)
- Conoderus variabilis (Fleutiaux, 1895)
- Conoderus varians (Steinheil, 1875)
- Conoderus variegatus (Blackburn, 1889)
- Conoderus ventralis (Candèze, 1878)
- Conoderus vespertinus Fabricius, 1801
- Conoderus vespertinus (Fabricius, 1801)
- Conoderus viduus (Candèze, 1859)
- Conoderus vitraci Fleutiaux, 1911
- Conoderus vitticollis (Schwarz, 1902)
- Conoderus vuilleti Fleutiaux, 1917
- Conoderus xysticus (Candèze, 1859)
- Conoderus yulensis Candèze, 1878